# Zoológico de Nápoles
El Zoológico de Nápoles (en italiano: Zoo di Napoli) es un zoológico italiano de la ciudad de Nápoles, ubicado en el barrio de Fuorigrotta. El zoológico es el hogar de muchas especies de animales, incluyendo especies en peligro.
En el zoológico es también visible un tramo de carretera de la época romana.

## Historia
Fundado en 1940, debido a la Segunda Guerra Mundial fue inaugurado definitivamente en 1949, gracias a Franco Cuneo y al divulgador científico Angelo Lombardi, en el área del recinto ferial Mostra d'Oltremare. Fue el segundo zoológico italiano en ser estrenado después del Bioparco de Roma y fue considerado un lugar ideal donde realizar investigaciones científicas, ya que albergaba, además de animales raros, también una notable colección botánica. Entre los mayores resultados del parque, destacan los primeros nacimientos en cautividad de saltarrocas y de zopilote rey en el mundo, de gerenuc en Europa  y de rinoceronte negro en Italia.

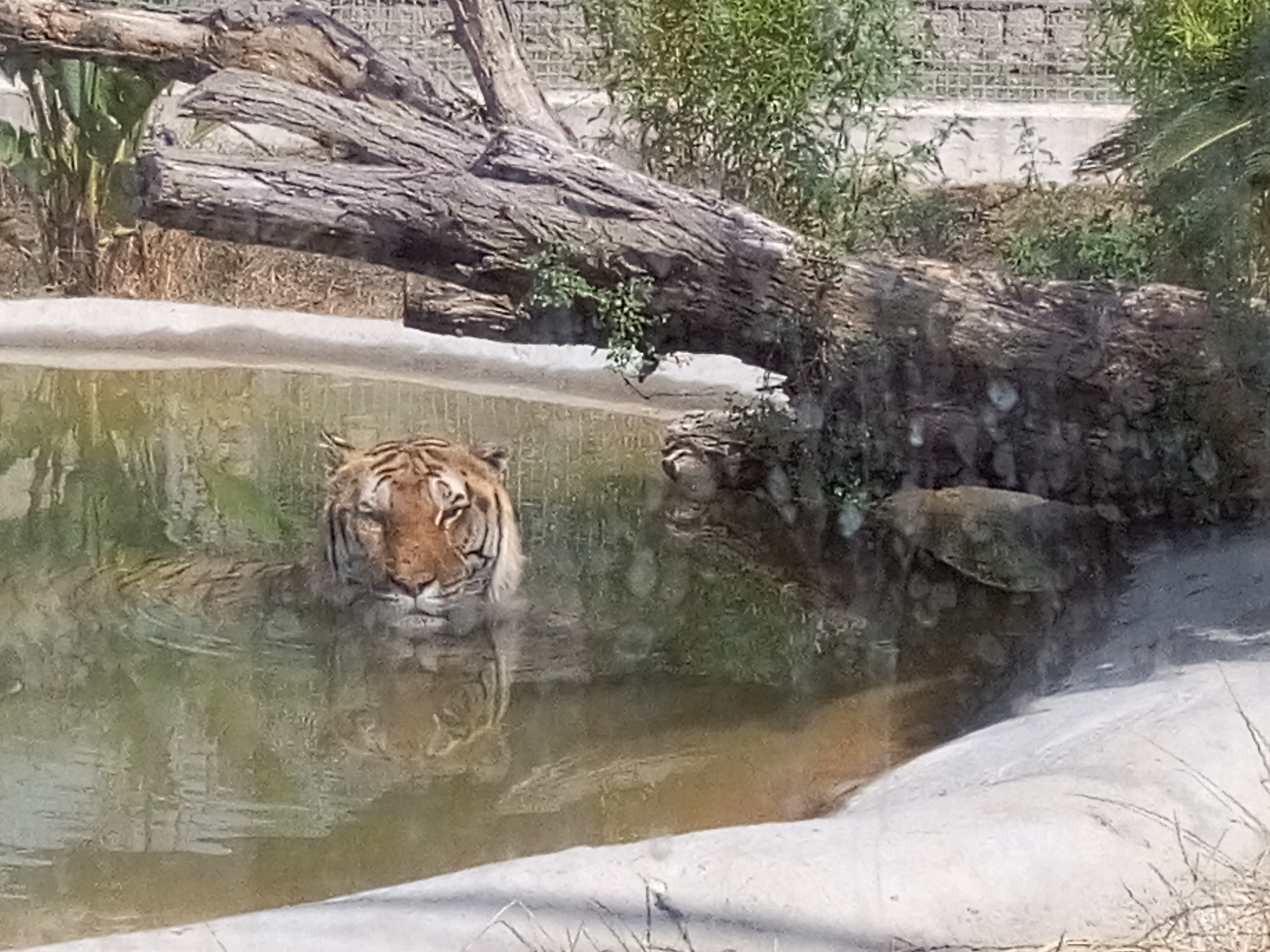
Tigre.

Sin embargo, en los años 1980 empezó un período de crisis debido a las deudas de la empresa que gestionaba el zoo, que llevó al cierre en 2003. Posteriormente, la sociedad Park&Leisure tomó la gestión del zoológico y del adyacente parque de atracciones Edenlandia. Durante el 2009, en mayo y en septiembre, nacieron algunos cachorros de león; después de estos eventos, el zoológico empezó a aportar su contribución al proyecto de recuperación del león asiático, que se añadió a los labores de salvación de la cabra napolitana. En 2013, la gestión del zoológico fue tomada por el empresario napolitano Francesco Floro Flores.
A comienzos de 2016, volvieron ejemplares de animales como jirafas, elefantes, hipopótamos y el cocodrilo del Nilo. El zoo fue objeto de un largo proceso de restauración, adquiriendo nuevas áreas dedicadas a los animales y cumpliendo las normas europeas de calidad. Los últimos años vieron el nacimiento de nuevos animales y la llegada de otros desde otras instalaciones zoológicas. También volvieron a funcionar las actividades educativas especialmente pensadas para los niños. El zoo desarrolló el programa Operazione 2.0, con el fin de llevar a cabo programas de investigación científica y de conservación de las especies en peligro.

## Espacios del zoo

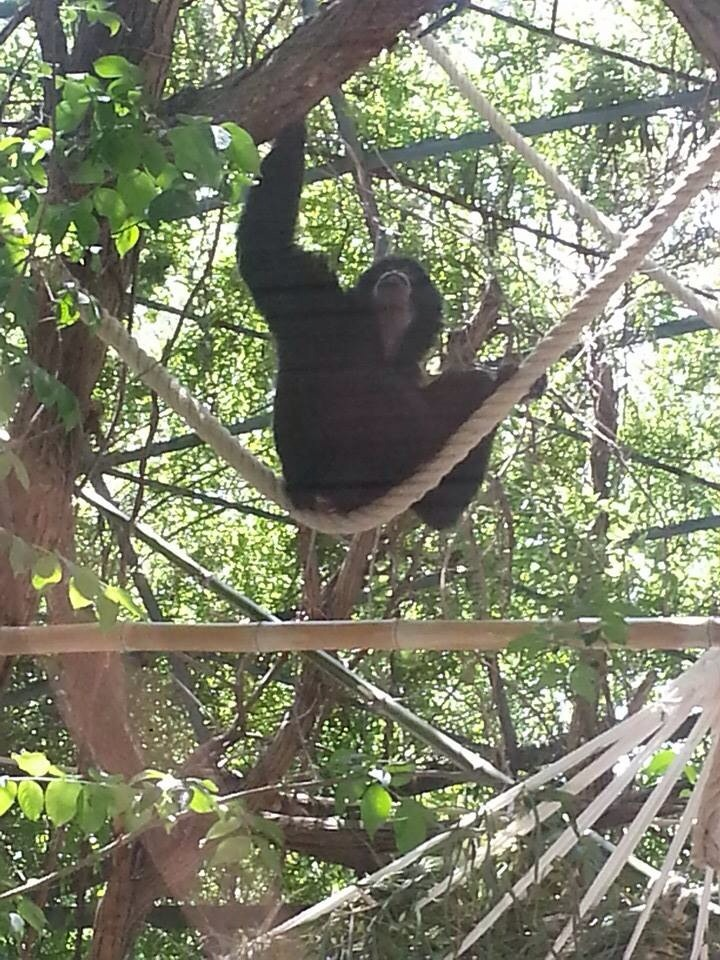
Siamang.

El Zoológico de Nápoles se divide en áreas que albergan diferentes especies animales y vegetales, agrupadas por una temática común:
- Casa de los reptiles e insectario
- Aviario
- Hábitats diversificados: canguros, siamangs, lémures, focas, tapires, maras, osos, y muchos otros
- Sabana: área que alberga ñus, grullas, cebras, sitatungas, jirafas, hipopótamos, antílopes, etc.
- Área tigres
- Área elefantes
- Área cocodrilos
- Área tortugas de espolones africanas
- Área servales
- Área fosas
- Área cercopitecos de Brazza
- Zoo de mascotas
- Cabaña del Conocimiento (Capanna del Sapere): área didáctica